# Liste der Starzen

Der hl. Amwrossi von Optina

Starzen ist die Pluralform von Starez.

## Historische Reihenfolge
Am Beginn stehen Antoni und Feodosi vom Kiewer Höhlenkloster. Im Norden setzen Sergius von Radonesch und sein Schüler Pawel von Obnora den Anfang. Iossif von Wolokolamsk organisiert das klösterliche Leben. Nil Sorski, Wassili von Poiana Marului und Païssi (Welitschkowski) bringen vom Heiligen Berge Athos eine Neubelebung aufgrund monastischer Väterschriften. Kleopa und Feodor (Perechwatow) verbreiten das Gedankengut der Philokalie. Bischöfe wie Dimitri von Rostow, Tichon von Sadonsk, Ignati Brjantschaninow und Theophan Goworow tragen durch ihre Schriften zur Erneuerung bei. Die größte Ausstrahlung hat Seraphim von Sarow. Johannes von Kronstadt ist durch eine eucharistische Spiritualität geprägt. Seine Schülerin ist Taisija (Solopowa). Die meisten anderen Starzen leben in Optina Pustyn; die bekanntesten unter ihnen sind Leonid, Makari und Amwrossi. Für das 20. Jahrhundert sind Matrona Nikonowa, Nektari (Tichonow), Nikon (Beljajew), Walentin Swenzizki, Siluan (Antonow), Ioann (Alexejew), Alexei Metschow, Igumen Nikon, Alexander Jeltschaninow, Alexander Men, Ioann (Krestjankin), Sofroni (Sacharow), Ieronim (Werendjakin) und Antoni (Bloom) zu nennen. Auch heute gibt es Starzen.

## Alphabetische Reihenfolge
- Afanassi (Sacharow, † 17. Oktober 1825)
- Agapi von Walaam (Molodjaschin, 1838–1905)
- Alexander Jeltschaninow (1881–1934)
- Alexander Men (1935–1990)
- Alexei Metschow (1859–1923)
- Amwrossi von Optina (Grenkow, 1812–1891)
- Anatoli von Optina (Serzalow, 1824–1894)
- Antoni vom Kiewer Höhlenkloster († 7. Mai 1073)
- Antoni (Bloom, 1914–2003)
- Antoni von Optina (Putilow, 1795–1865)
- Arsenija (Sebrjakowa, 1833–1905)
- Dimitri von Rostow (Tuptalo, 1651–1709)
- Feodor (Perechwatow, † 5. April 1822)
- Feodossi vom Kiewer Höhlenkloster († 3. Mai 1074)
- Gawriil (Syrjanow, 1844–1915)
- Ieronim (Werendjakin, † 6. Juni 2001)
- Ignati Brjantschaninow, (1807–1867)
- Igumen Nikon (Worobjow, 1894–1963)
- Ilarion (Domratschow, um 1845–1916)
- Ioann (Alexejew, 1873–1958)
- Ioann Krestjankin (1910–2006)
- Iossif von Optina (Litowkin, 1837–1911)
- Iossif Wolozki (von Wolokolamsk) (Sanin, † 9. September 1515)
- Johannes von Kronstadt (Sergiew, 1829–1909)
- Kleopa († 9. März 1778)
- Leonid von Optina (Nagolkin, 1768–1841)
- Makari von Optina (Iwanow, 1788–1860)
- Marija (Tutschkowa, 1781–1852)
- Matrona Nikonowa (1891–1952)
- Moissei von Optina (Putilow, 1782–1862)
- Nektari von Optina (Tichonow, † 29. April 1928)
- Nikon von Optina (Beljajew, 1888–1931)
- Nil Sorski (1433–1508)
- Païssi (Welitschkowski, 1722–1794)
- Pawel von Obnora († 10. Januar 1429)
- Seraphim von Sarow (Moschnin, 1759–1833)
- Sergius von Radonesch (Sergi, † 25. September 1392)
- Sofroni (Sacharow, 1896–1993)
- Taisija (Solopowa, † 2. Januar 1915)
- Siluan (Antonow, 1866–1938)
- Simeon (Cholmogorow, 1844–1915)
- Theophan vom Kirillo-Nowojeserski-Kloster († 3. Dezember 1832)
- Theophan Goworow (1815–1894)
- Tichon von Sadonsk (Sokolow, 1724–1783)
- Walentin Swenzizki († 20. Oktober 1931)
- Warsonofi von Optina (Plichankow, 1845–1913)
- Wassili von Poiana Marului (1692–1767)